# Stéphane Paille
Stéphane Paille (Scionzier, 27 giugno 1965 – Lione, 27 giugno 2017) è stato un calciatore e allenatore di calcio francese, di ruolo attaccante.

## Carriera
Fu eletto calciatore francese dell'anno nel 1988.

## Palmarès

### Giocatore

#### Club

##### Competizioni giovanili
- Coppa Gambardella: 1

Sochaux: 1982-1983

##### Competizioni nazionali
- Supercoppa di Portogallo: 1

Porto: 1990
- Coppa del Portogallo: 1

Porto: 1990-1991

#### Individuale
- Calciatore francese dell'anno: 1

1988

### Allenatore
- Championnat National: 1

Besançon: 2002-2003